# Ван ден Берге, Маринюс
Маринюс ван ден Берге (нидерл. Marinus van den Berge, 12 марта 1900 — 23 октября 1972) — нидерландский легкоатлет, призёр Олимпийских игр.

## Биография
Родился в 1900 году в Роттердаме. В 1924 году на Олимпийских играх в Париже стал бронзовым медалистом в эстафете 4×100 м, но в беге на 100 м и 200 м медалей не завоевал. В 1925 году стал чемпионом Нидерландов в беге на 200 м. В 1926 году стал национальным чемпионом на дистанциях 100 м и 200 м, в 1927 году повторил это достижение. В 1928 году принял участие в состязаниях по бегу на 100 м, 200 м, 400 м и в эстафете 4×400 м на Олимпийских играх в Амстердаме, но не завоевал медалей. В 1929 году вновь стал чемпионом Нидерландов на дистанциях 100 м и 200 м, в 1932 году повторил это достижение.